# Medford (Wisconsin)
Medford ist eine Kleinstadt (mit dem Status „City“) und Verwaltungssitz des Taylor County im US-amerikanischen Bundesstaat Wisconsin. Im Jahr 2010 hatte Medford 4326 Einwohner.

## Geografie
Medford liegt im mittleren Norden Wisconsins beiderseits des Black River, einem linken Nebenfluss des Mississippi.
Die geografischen Koordinaten von Medford sind 45°08′19″ nördlicher Breite und 90°20′25″ westlicher Länge. Das Stadtgebiet erstreckt sich über eine Fläche von 11,76 km² und wird im Westen, Norden und Osten von der Town of Medford sowie im Süden von der Town of Little Black umgeben, ohne einer davon anzugehören.
Nachbarorte von Medford sind Whittlesey (10,4 km nördlich) Goodrich (20,7 km östlich) Stetsonville (7,7 km südsüdöstlich) und Little Black (4,1 km südlich).
Die nächstgelegenen größeren Städte sind Eau Claire (122 km südwestlich), Rochester in Minnesota (266 km in der gleichen Richtung), die Twin Cities (Minneapolis und Saint Paul) in Minnesota (245 km westlich), Duluth am Oberen See in Minnesota (293 km nordwestlich), Wausau (77,6 km ostsüdöstlich), Green Bay am Michigansee (226 km in der gleichen Richtung), Wisconsins größte Stadt Milwaukee (366 km südöstlich) und Wisconsins Hauptstadt Madison (301 km südsüdöstlich).

## Verkehr
Im Stadtzentrum kreuzen die Wisconsin State Highways 13 und 64. Alle weiteren Straßen sind untergeordnete Landstraßen, teils unbefestigte Fahrwege sowie innerörtliche Verbindungsstraßen.
In Medford befindet sich der nördliche Endpunkt einer Eisenbahnlinie für den Frachtverkehr der Canadian National Railway (CN).
Mit dem Taylor County Airport befindet sich 6 km südlich ein kleiner Flugplatz. Der nächstgelegene Regionalflughafen ist der Central Wisconsin Airport bei Wausau (86,1 km südöstlich). Der nächste Großflughafen ist der Minneapolis-Saint Paul International Airport (265 km westlich).

## Bevölkerung
Nach der Volkszählung im Jahr 2010 lebten in Medford 4326 Menschen in 1982 Haushalten. Die Bevölkerungsdichte betrug 367,9 Einwohner pro Quadratkilometer. In den 1982 Haushalten lebten statistisch je 2,1 Personen.
Ethnisch betrachtet setzte sich die Bevölkerung zusammen aus 97,0 Prozent Weißen, 0,5 Prozent Afroamerikanern, 0,4 Prozent amerikanischen Ureinwohnern, 0,6 Prozent Asiaten sowie 0,2 Prozent aus anderen ethnischen Gruppen; 1,4 Prozent stammten von zwei oder mehr Ethnien ab. Unabhängig von der ethnischen Zugehörigkeit waren 1,2 Prozent der Bevölkerung spanischer oder lateinamerikanischer Abstammung.
22,2 Prozent der Bevölkerung waren unter 18 Jahre alt, 56,1 Prozent waren zwischen 18 und 64 und 21,7 Prozent waren 65 Jahre oder älter. 52,5 Prozent der Bevölkerung waren weiblich.
Das mittlere jährliche Einkommen eines Haushalts lag bei 40.032 USD. Das Pro-Kopf-Einkommen betrug 22.380 USD. 12,9 Prozent der Einwohner lebten unterhalb der Armutsgrenze.

## Bekannte Bewohner
- Jeane Dixon (1904–1997) – Astrologin und Wahrsagerin – geboren in Medford
- Erny Pinckert (1907–1977) – American-Football-Spieler – geboren in Medford